# Comté de Penobscot
Le comté de Penobscot est un comté de l'État du Maine aux États-Unis. Son siège est Bangor. Selon le recensement de 2010, sa population est de 153 923 habitants. Le comté a été créé le 15 février 1816 à partir d'une partie du comté de Hancock alors que la région faisait toujours partie du Massachusetts. Le campus de l'université du Maine se trouve à Orono.
Une petite section du parc d'État Baxter est situé dans ce comté.

## Géographie
Le comté a une superficie de 9 210 km2, dont 8 795 km2 est de terre.

### Géolocalisation
| Comté de Piscataquis | Comté d'Aroostook  |                     |
| Comté de Somerset    | Comté de Penobscot |                     |
| Comté de Waldo       | Comté de Hancock   | Comté de Washington |

## Communautés
- Bangor
- Brewer
- Old Town
- Orono